# Zebra-da-montanha
A zebra-da-montanha (Equus zebra) ou zebra-das-montanhas, ocorre em regiões montanhosas limitadas às províncias ocidentais da África do Sul e Cabo Ocidental. Esta espécie se alimenta de grama mas em tempos de escassez se alimenta de arbustos e pequenas árvores. É dividida nas seguintes subespécies:
- Equus zebra zebra
- Equus zebra hartmannae

## Aspecto
A Zebra das Montanhas do Cabo difere ligeiramente da Zebra das Montanhas de Hartmann, tendo orelhas mais longas e uma barbela maior. É a menor subespécie de zebra. Suas listras são pretas e espaçadas em um fundo branco. Elas são largas nas pernas traseiras nas partes superiores, e  mais estreitas em direção as pernas dianteiras e da cabeça. O "listramento" continua por todo o caminho até os cascos, mas pára nos flancos, deixando a barriga branca.

## Comportamento

### Sociabilidade
As Zebras das Montanhas vivem em pequenos grupos de dois tipos:
Tipo 1 : Várias famílias contam com um macho maduro e até cerca de cinco éguas (geralmente dois ou três), mais a sua prole.
Tipo 2 : Garanhões que não podem obter éguas associam livremente em grupos de bacharel. Os membros de um grupo familiar normalmente ficam juntos por muitos anos; um garanhão no Parque Nacional Mountain Zebra é conhecido por ter ficado com seu rebanho por mais de uma década até que ele tinha pelo menos 17 anos de idade. 

## Conservação
As Zebras das Montanhas, embora nunca foram muito numerosas, habitavam todas as cadeias de montanhas da província de cabo do sul da África do Sul. Em 1936, quando o ministro de Terras (e ex-general da Guerra de Boer) Jan Kemp foi pedido para anular uma reserva especial para a Zebra das Montanhas, ele deu a sua resposta agora infame: "Não eles são apenas um monte de burros em camisas de futebol!".
Em 1937, em resposta ao contínuo declínio, o governo criou o Parque Nacional Mountain Zebra em estepe de acácia perto Cradock, África do Sul, mas sua pequena população de Zebras das Montanhas morreu em 1950. Nesse mesmo ano reintroduções de populações remanescentes próximas começou.
Onze animais foram doados a partir de uma fazenda próxima, em 1950, e em 1964 foi adicionado um pequeno rebanho. Até o final da década de 60, a população total de Zebras da Montanhas do Cabo era apenas 140, mas cresceu para 200 em 1979, com 75 por cento dos animais do Parque Nacional Mountain Zebra. Em 1984, a população era de volta de 400 animais. Desde então, algumas zebras foram reintroduzidos à Seção de Cape Point da Table Mountain National Park.